# Station Umeå-Centraal
Het Centraal station Umeå (Zweeds: Umeå centralstation of Umeå C) is een spoorwegstation in Umeå, Zweden.
Het centraal station was het enige station voor passagiersvervoer tot de zomer van 2010 toen de nieuwe spoorlijn Västeraspby - Umeå en het Umeå ooststation in gebruik genomen werden.

## Het gebouw
Het station is ontworpen door architect Folke Zettervall en werd gebouwd tussen 1895 en 1896. In 2001 werd het gebouw als monument (byggnadsminne) beschermd.

## Renovaties2010 - 2013
Samen met de bouw van de nieuwe spoorlijn, werd in het centraal station een nieuwe voetgangers- en fietstunnel gebouwd, nieuwe perrons en geluidsschermen. De werken werden gestart in juli 2010 waarbij het spoorverkeer via het nieuwe ooststation geleid werd. Het centraal station werd heropend op 15 augustus 2011 en de nieuwe perrons en tunnel werden in november 2012 in gebruik genomen. De voetgangers- en fietstunnel wordt gedomineerd door een 170 meter lang glazen kunstwerk, getiteld Lev!. De renovatie van het stationsplein en de straat Bangatan werd in het najaar van 2013 afgerond.

## Indeling
Het station heeft drie sporen en 2 perrons.
- Spoor 1 is verdeeld in twee delen
  - Spoor 1a is het keerpunt voor de treinen van en naar Sundsvall
  - Spoor 1b is een halte voor de overige treinen van Norrtåg
- Spoor 3 is het keerpunt voor treinen van en naar Stockholm

## Fotogalerij

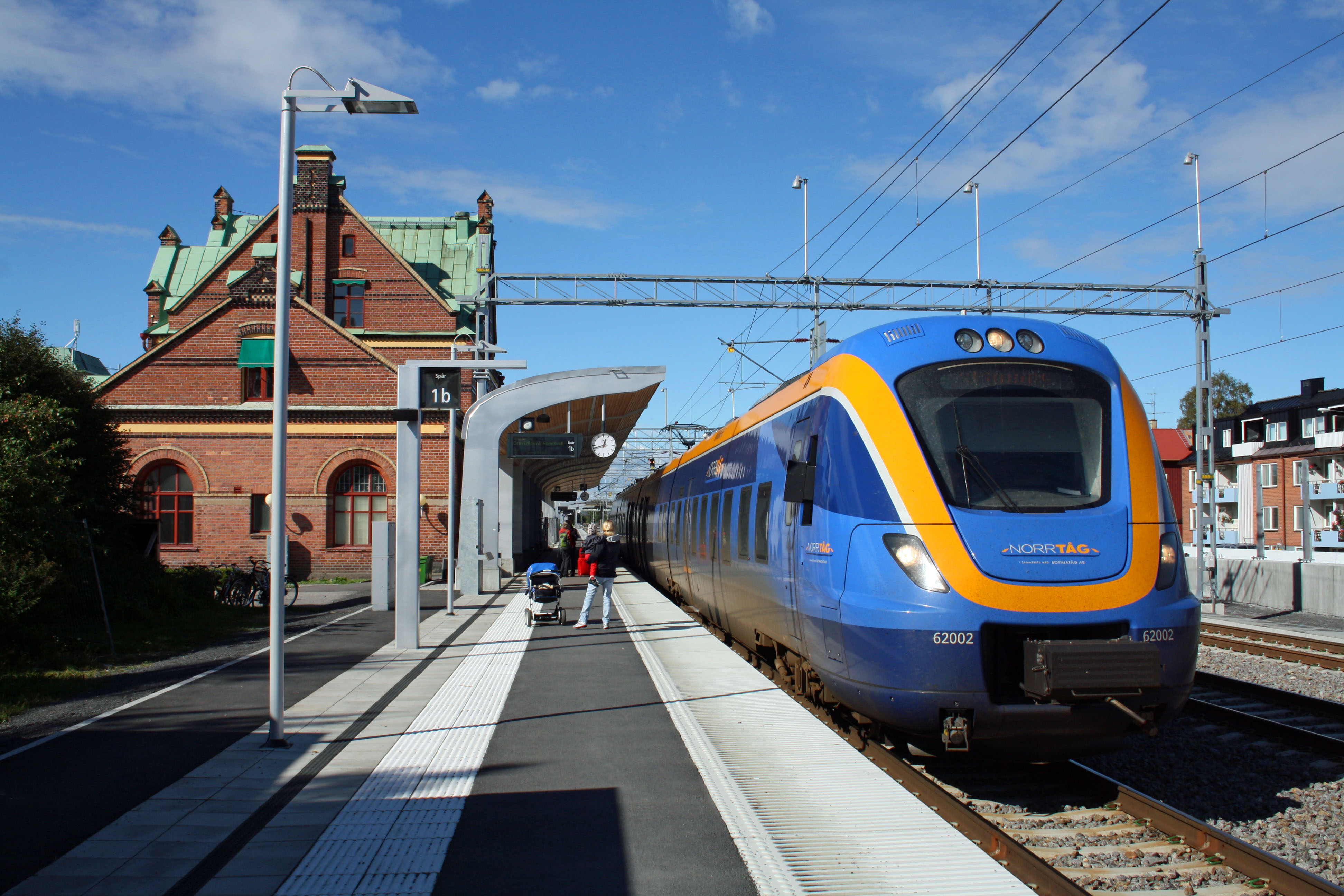
Norrtåg X62 002 op spoor 1a
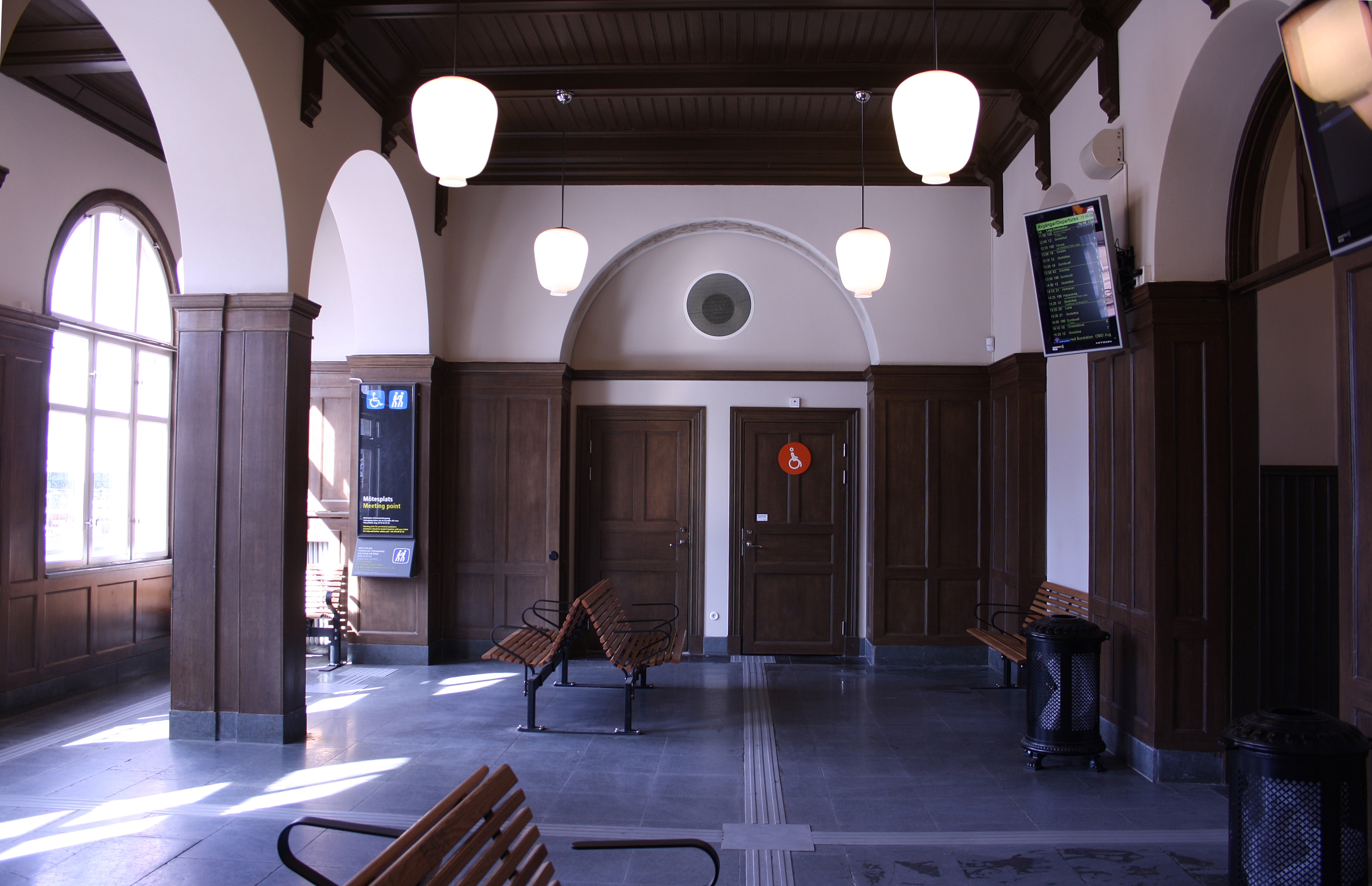
Interieur na de renovatie